# Microgobius gulosus
Microgobius gulosus és una espècie de peix de la família dels gòbids i de l'ordre dels perciformes que es troba als Estats Units: des de Maryland fins al sud de Florida i Texas.
Els mascles poden assolir els 7,5 cm de longitud total.